# Чёртово городище (Новосибирск)
Чёртово городи́ще — археологический памятник в Октябрьском районе Новосибирска, расположенный на самом высоком месте исторической части города — Садовой горке, где в XVI - XVIII веках находилось укрепленное поселение чатских татар. Ныне на части территории, некогда занимаемой крепостью, разбит небольшой парк (имени Кирова, первоначально именовавшийся парк «Свобода»), окружённый участками коммерческой и жилой застройки.

## История
По легенде, древняя телеутская крепость охраняла переправу (брод) через Обь и имела непосредственное отношение к судьбе сибирского хана Кучума после того как тот потерпел окончательное поражение в битве с отрядом царского воеводы Андрея Воейкова. В 1598 году её стены укрыли хана, оставшегося без свиты, так как последние телохранители погибли в результате Ирменского сражения. В справочнике по городу Ново-Николаевску за 1912 год есть запись: «Новониколаевцы являются не первыми обитателями на занимаемом ими месте. Давно, сотни лет тому назад, самая высокая часть настоящего города была заселена неизвестным нам племенем. Ещё видны и в настоящее время на месте, которое именуется „Чертово городище“, следы юрточных построек. На юго-восток от жилищных следов виден земляной крепостной вал, противоположная валу сторона становища неизвестных нам обитателей ограждалась крутым и неприступным обрывом, спускающимся в реку Каменку. Невдалеке от крепостного вала, через лог, есть следы одиноко разбросанных холмиков, очевидно, следы могильников».

## Исследования
Первые археологические раскопки «Чертова городища», расположенного на левом берегу реки Каменки (ныне в подземном коллекторе) были проведены в 1930 году под руководством директора Западно-Сибирского краеведческого музея Петра Кутафьева. Результаты и объёмы работ П. И. Кутафьева до сих пор не известны. В Открытом листе, выданном на имя П. И. Кутафьева, сообщалось, что этот документ дает «право производства археологических (палеоэтнологических) обследований в пределах Новосибирского округа и вскрытия небольших площадей „Чертова городища“ в Новосибирске, угрожаемых разрушением».
В том же 1930 году, в районе расположения Чертова городища, дополнительные археологические исследования проведены научным сотрудником Зап.-Сиб. краеведческого музея П. П. Хороших. По данным библиографического списка по историческим памятникам из архива Новосибирского государственного краеведческого музея, им было обнаружено несколько каменных орудий периода неолита (наконечники стрел и копий, топор, скребки и керамика). В ответе музея на отношение от 24 ноября 1948 года № СК-15-81 Комитета по делам культурно-просветительских учреждений при Совете Министров РСФСР, в южной части парка им. Кирова (до 1936 года — парк «Свобода») в г. Новосибирске указана стоянка человека времен неолита и бронзы. В «Археологической карте Новосибирской области» также говорится, что при закладке на этом месте парка им. Кирова и здания городского Дворца пионеров (ул. Кирова, 44) было обнаружено значительное количество фрагментов керамики, относящейся к двум периодам: VII—VI вв. до н. э. и XVI—XVII вв. н. э. Последний относится к культуре чатских татар, в связи с чем активисты татарской общины в 1999 году установили в парке имени Кирова мемориальный камень в память о нахождении здесь крепости и призвали создать на территории парка музей под открытым небом, посвящённый культуре сибирских татар.
Вокруг парка продолжается активная строительная деятельность — власти города заявили, что на территорию за пределами парка «Чертово городище» не распространялось.